# D. P. Pariset
D.P. Pariset, né en 1740 ou 1742 à Lyon et mort à une date inconnue, est un dessinateur et graveur au burin et au pointillé.

## Biographie
D.P. Pariset naît à Lyon en 1740 selon Huber ou en 1742 selon Hérold. Il est le fils de Robert-Menge Pariset, graveur-éditeur dans la rue Mercière à Lyon.
D.P. Pariset est élève de Demarteau. Il travaille quelque temps à Paris, copiant des pièces d'Angelica Kauffmann et gravant au pointillé des portraits. En 1769, il se rend en Angleterre où il travaille pour Ryland, gravant plusieurs planches d'après des dessins de grands maîtres. Il travaille également pour Bartolozzi. Il grave aussi des sujets historiques.

## Œuvres

### Exécutées à Paris
D.P. Pariset copie des pièces d'Angelica Kauffmann.
Il grave au pointillé des portraits :
- L. Dupuy, secrétaire particulier de l'Académie des Belles-Lettres, d'après Pujos, in-4[4].
- Madame Dupuy, sa femme, idem[4].
- Le Marquis Scipion Maffei, d'après Cochin, in-4[4].

### Exécutées en Angleterre

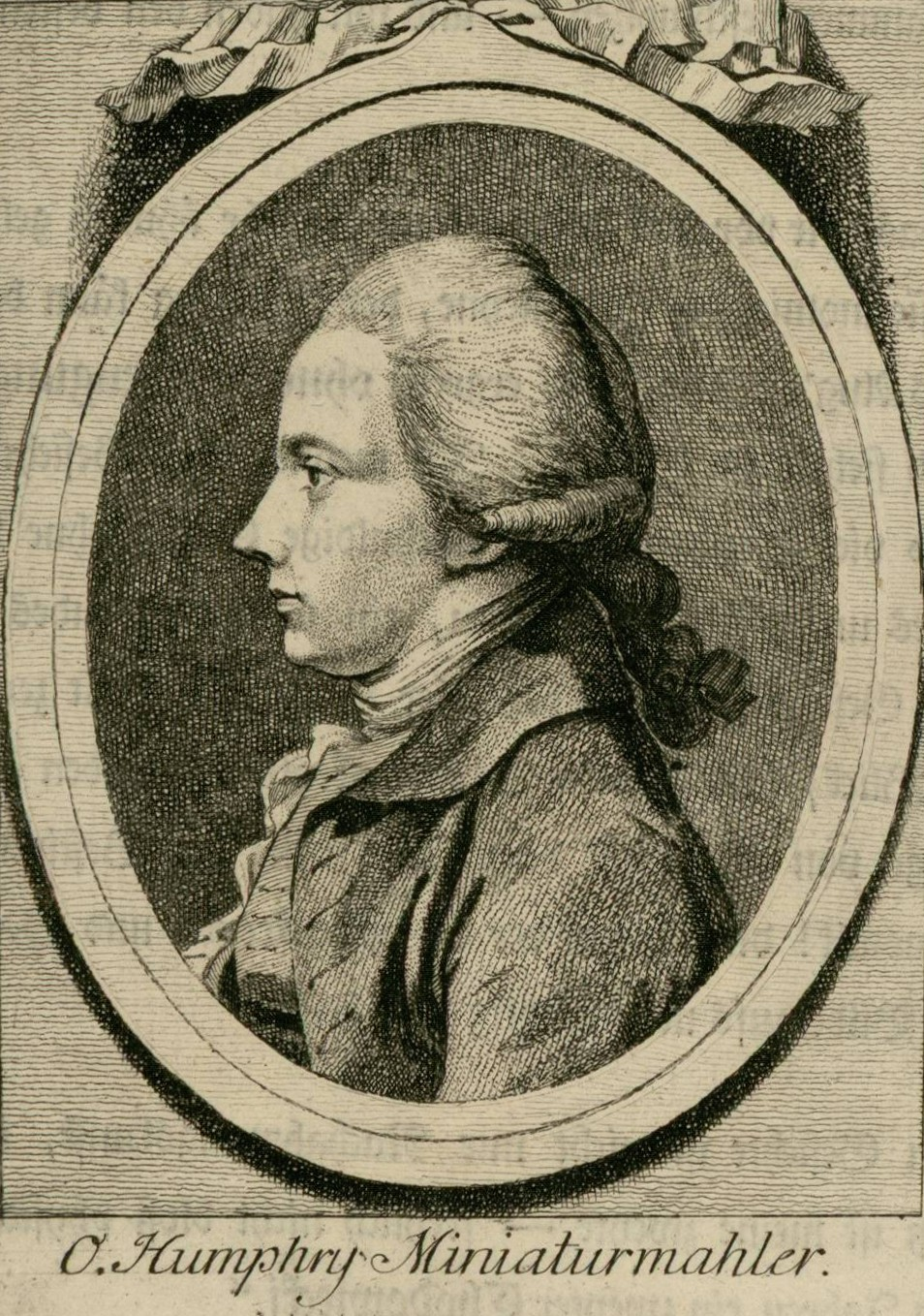
Portrait d'Ozias Humphry, burin (vers 1775-1778).

Il grave différentes planches pour Ryland dans le goût du crayon noir, en médaillon in-4to d'après Falconet.
- Sir Joshua Reynolds, d'après P. Falconet[5].
- Sir BenjaminWest, idem[5].
- François Cotes, idem[5].
- William Ryland, idem[5].
- Pierre Sandby, idem[5].
- O. Humphri miniat. pictor. idem[5].
- J. Meyer encauticae pictor. idem[5].
- J. Kirbi prospectus professor etc. idem[5].
- Horace Walpole idem[5].
- L'instant de la mort de l'Amiral de Coligny, à Paris, la nuit du 23 au 24 août 1572, sous le règne de Charles IX[5].
- La Mort du Duc de Guise, à Blois, le 20 décembre 1588 sous le règne de Henri III[5].

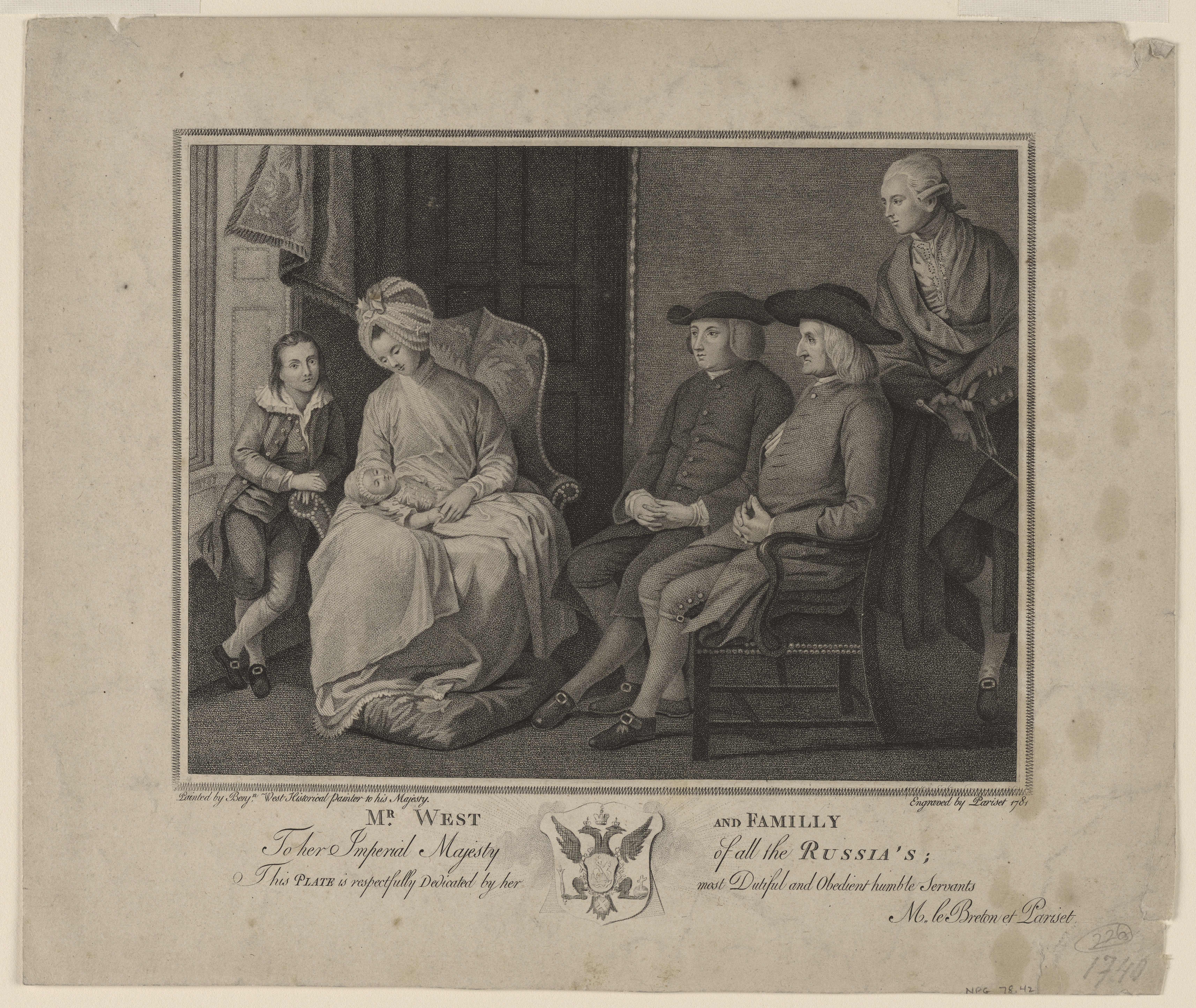
B. West et sa famille, gravure au pointillé (1781).

Gravures de portraits en médaillons au pointillé dans des encadrements grand in-8o, d'après Falconet :

### Autres œuvres
Lucien Monod cite :
- une Diana and her nymphs, sans nom d'auteur[6].
- une suite de 6 planches, compositions décoratives de femmes et d'amours, Divinités célestes[6].
- Bacchantes[6].
- D.P. Pariset signe des planches dans des œuvres de J. Northcode et de J. P. Moitte[6].

### Confusion possible avec le père
Une confusion est possible avec le père : Désiré Guilmard cite plusieurs œuvres dans une notice intitulée « Pariset (R. M.) ». Les initiales correspondent aux prénoms du père de l'artiste, mais l'année de naissance (1740) concorde avec le fils.
Parmi les œuvres citées, il y a une suite de huit pièces Fruits et Fleurs naturelles et fantastiques et une autre suite de huit pièces Groupes de fantaisie.